# Юсеф Хадерян
Юсеф Хадерян (перс. یوسف قادریان; нар. 14 лютого 1993, Секкез, остан Курдистан) — іранський борець греко-римського стилю, бронзовий призер чемпіонату світу, чемпіон та срібний призер чемпіонатів Азії, володар та бронзовий призер Кубків світу.

## Життєпис
Боротьбою почав займатися з 2005 року. У 2010 році здобув бронзову нагороду юнацьких Олімпійських ігор. У 2013 році виграв чемпіонат Азії серед юніорів. Того ж року став срібним призером чемпіонату світу серед юніорів.

## Спортивні результати на міжнародних змаганнях

### Виступи на Чемпіонатах світу
| Змагання                        | Збірна | Вагова категорія                 | Місце  |
| ------------------------------- | ------ | -------------------------------- | ------ |
| Чемпіонат світу з боротьби 2015 | Іран   | греко-римська боротьба, до 80 кг | Бронза |
| Чемпіонат світу з боротьби 2016 | Іран   | греко-римська боротьба, до 80 кг | 19     |
| Чемпіонат світу з боротьби 2017 | Іран   | греко-римська боротьба, до 80 кг | 15     |

### Виступи на Чемпіонатах Азії
| Змагання                       | Збірна | Вагова категорія                 | Місце  |
| ------------------------------ | ------ | -------------------------------- | ------ |
| Чемпіонат Азії з боротьби 2014 | Іран   | греко-римська боротьба, до 80 кг | Срібло |
| Чемпіонат Азії з боротьби 2015 | Іран   | греко-римська боротьба, до 80 кг | Золото |
| Чемпіонат Азії з боротьби 2016 | Іран   | греко-римська боротьба, до 85 кг | 5      |
| Чемпіонат Азії з боротьби 2018 | Іран   | греко-римська боротьба, до 82 кг | 8      |

### Виступи на Кубках світу
| Змагання                    | Збірна | Вагова категорія                 | Місце  |
| --------------------------- | ------ | -------------------------------- | ------ |
| Кубок світу з боротьби 2016 | Іран   | греко-римська боротьба, до 80 кг | Золото |
| Кубок світу з боротьби 2017 | Іран   | греко-римська боротьба, до 80 кг | Бронза |

### Виступи на інших змаганнях
| Змагання                                     | Збірна | Вагова категорія                 | Місце  |
| -------------------------------------------- | ------ | -------------------------------- | ------ |
| Турнір Вехбі Емре 2013                       | Іран   | греко-римська боротьба, до 84 кг | 17     |
| Кубок Ядегара Імама 2013                     | Іран   | греко-римська боротьба, до 84 кг | 8      |
| Кубок Ядегара Імама 2014                     | Іран   | греко-римська боротьба, до 80 кг | Бронза |
| Золотий Гран-прі з боротьби 2014 (Сомбатгей) | Іран   | греко-римська боротьба, до 80 кг | Срібло |
| Турнір Вехбі Емре і Гаміта Каплана 2015      | Іран   | греко-римська боротьба, до 80 кг | Бронза |
| Золотий Гран-прі з боротьби 2015             | Іран   | греко-римська боротьба, до 80 кг | 8      |
| Клубний чемпіонат світу з боротьби 2015      | Іран   | команда                          | Золото |
| Кубок Тахті 2017                             | Іран   | команда                          | Золото |
| Ігри ісламської солідарності 2017            | Іран   | греко-римська боротьба, до 80 кг | Золото |
| Гран-прі Угорщини з боротьби 2018            | Іран   | греко-римська боротьба, до 82 кг | Золото |
| Кубок Тахті 2019                             | Іран   | греко-римська боротьба, до 87 кг | Золото |
| Гран-прі Угорщини з боротьби 2019            | Іран   | греко-римська боротьба, до 87 кг | 9      |

### Виступи на змаганнях молодших вікових груп
| Змагання                                      | Збірна | Вагова категорія                 | Місце  |
| --------------------------------------------- | ------ | -------------------------------- | ------ |
| Чемпіонат Азії з боротьби серед юніорів 2013  | Іран   | греко-римська боротьба, до 84 кг | Золото |
| Чемпіонат світу з боротьби серед юніорів 2013 | Іран   | греко-римська боротьба, до 84 кг | Срібло |
| Літні юнацькі Олімпійські ігри 2010           | Іран   | греко-римська боротьба, до 69 кг | Бронза |